# Ајутаја
Ајутаја (тај. พระนครศรีอยุธยา) је главни град истоимене провинције у централном региону Тајланда. Налази се на острву на споју три реке: Чао Праја, Пасак и Лопбури. Град Бангкок је 70 километара јужније. У 14. веку Ајутаја се налазила близу обале Тајландског залива. Речни наноси су затрпавали морску обалу која је данас доста удаљена. 
Ајутаја је била историјски главни град истоимене тајландске краљевине. У 18. веку је представљала метрополу Југоисточне Азије. Бурманска војска је уништила овај град 1767. Историјски парк Ајутаје је на УНЕСКО листи Светске баштине. 
Године 2006. град је имао 54,888 становника.

## Галерија историјског парка
- Храм (Ват) Чајватханарам
- Краљевски дворац Санфет Прасат (модел)
- Храм (Ват) Пра си сапет
- Буда у историјском парку